# Hemiscyllium michaeli
Hemiscyllium michaeli är en hajart som beskrevs av Allen och Dudgeon 20. Hemiscyllium michaeli ingår i släktet Hemiscyllium och familjen Hemiscylliidae. IUCN kategoriserar arten globalt som nära hotad. Inga underarter finns listade i Catalogue of Life.